# Ljuspenna

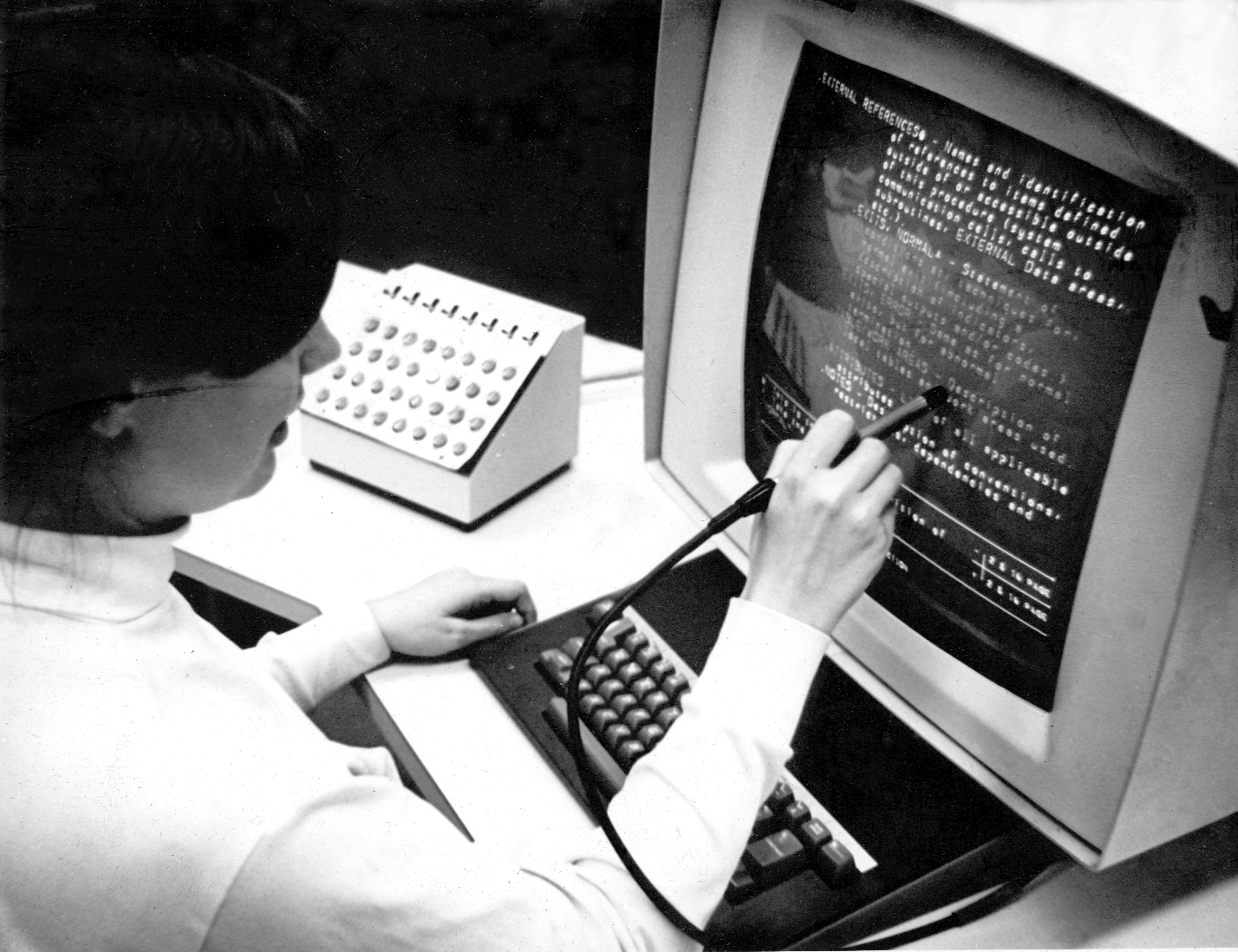
Ljuspenna år 1969.

En ljuspenna är en inmatningsenhet för datorer i form av en ljuskänslig penna. Ljuspennan används tillsammans med en CRT-TV eller bildskärm. Med hjälp av pennan kan användaren peka på föremål eller rita på skärmen på samma sätt som på en pekskärm. En ljuspenna fungerar med CRT-skärmar men inte med LCD-skärmar, projektorer eller andra typer av bildskärmar.
En ljuspenna är ganska enkel att konstruera. Ljuspennan fungerar genom att känna av den förändring som sker av ljusstyrkan i en punkt på skärmen när elektronkanonen uppdaterat punkten. Genom att notera exakt var svepningen har nått i den stunden kan X- och Y-position för pennan räknas ut. Detta uppnås vanligtvis genom att pennan skickar en signal till en särskild port som orsakar en interrupt (en sorts anropsbegäran) varvid positionen fastställs genom att läsa av vilken position som bildskärmssignalen har. Pennan fungerar av denna orsak endast på skärmar vars bild ritas upp i en sekvens. Framebuffrade bildskärmar eller grafikkort har alltid en fördröjning på minst en bildruta varvid denna metod ej kan användas.
Ljuspennan blev populär under det tidiga 1980-talet. Tekniken användes bland annat av Fairlight CMI och BBC Micro. Även vissa konsumentprodukter fick ljuspennor, till exempel Thomsons TO7-datorer. På grund av att användaren var tvungen att hålla sin arm framför skärmen under längre perioder slutade ljuspennan användas som vanlig inmatningsenhet. Ljuspistoler till TV-spel baseras på en liknande teknik.
Den första ljuspennan användes omkring 1957 på datorn Lincoln TX-0 vid MIT Lincoln Laboratory.